# Jin Yuan
Jin Yuan (chinesisch 金源, * 11. Februar 1988 in Shanghai) ist eine ehemalige chinesische Leichtathletin, die sich auf den Hindernislauf spezialisiert hat.

## Sportliche Laufbahn
Erste internationale Erfahrungen sammelte Jin Yuan im Jahr 2005, als sie bei den Asienmeisterschaften in Incheon in 4:35,43 min den neunten Platz im 1500-Meter-Lauf belegte. Im Jahr darauf gelangte sie dann bei den Juniorenweltmeisterschaften in Peking nach 4:18,64 min ebenfalls auf Rang neun und 2007 startete sie über 3000 m Hindernis bei den Weltmeisterschaften in Osaka, verpasste dort aber mit 10:14,46 min den Finaleinzug. 2010 nahm sie an den Asienspielen in Guangzhou teil und gewann dort in 9:55,71 min die Silbermedaille hinter der Inderin Sudha Singh. Im Jahr darauf startete sie bei der Sommer-Universiade in Shenzhen und sicherte sich dort in 9:45,21 min die Bronzemedaille hinter der Türkin Binnaz Uslu und Ljudmila Remeslowa aus Russland. Zudem belegte sie dort in 1:20:28 h den elften Platz im Halbmarathon und sicherte sich in der Teamwertung die Silbermedaille hinter Japan. 2012 wurde sie bei den Hallenasienmeisterschaften in Hangzhou in 9:07,09 min Sechste im 3000-Meter-Lauf und im September 2013 bestritt sie bei den Nationalen Spielen in Shenyang ihren vorläufig letzten Wettkampf und beendete darauf ihre aktive sportliche Karriere im Alter von 25 Jahren. 2019 trat sie dann beim Shanghai-Marathon an und wurde dort in 2:57:54 h 19.
In den Jahren 2009, 2010 und 2012 wurde Jin chinesische Meisterin über 3000 m Hindernis.

## Persönliche Bestleistungen
- 1500 Meter: 4:11,66 min, 30. April 2006 in Palo Alto
  - 1500 Meter (Halle): 4:23,34 min, 22. Februar 2011 in Nanjing
- 3000 Meter: 9:07,18 min, 21. Mai 2006 in Carson
  - 3000 Meter (Halle): 9:07,09 min, 19. Februar 2012 in Hangzhou
- 2 Meilen: 9:49,33 min, 20. Mai 2007 in Carson (asiatische U20-Bestleistung)
- Halbmarathon: 1:20:28 h, 21. August 2011 in Shenzhen
- 3000 m Hindernis: 9:41,60 min, 4. Mai 2008 in Palo Alto